# Зюлте-Варегем

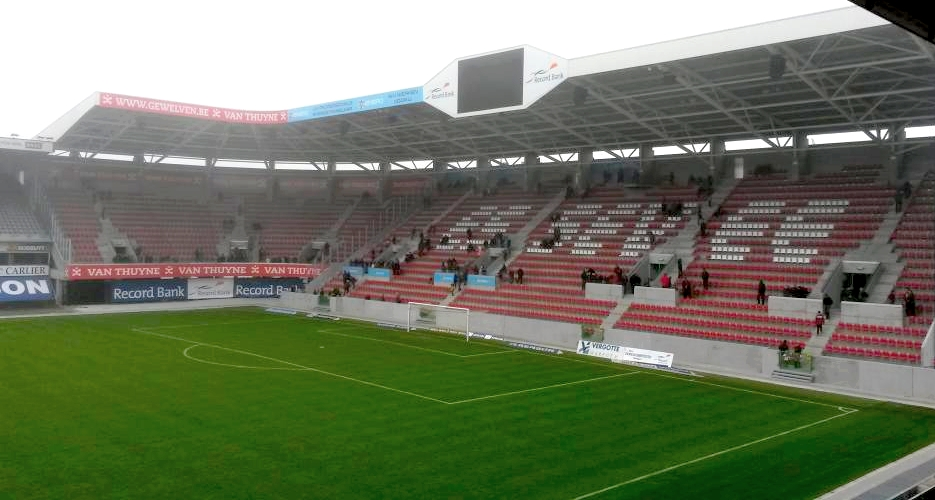
«Регенбогстадион», домашний стадион клуба

«Зю́лте-Ва́регем» (нидерл. Sportvereniging Zulte Waregem, нидерландское произношение: [ˈspɔrtfəˌreːnəɣɪŋ ˈzɵltə ˈʋaːrəɣɛm], сокращённо SV Zulte Waregem) — бельгийский профессиональный футбольный клуб из города Варегем, провинция Западная Фландрия. Основан 1 июля 2001 года в результате слияния двух команд из соседних городов: небольшого клуба «Зюлце ВВ» из одноимённого городка и «Варегема» из одноимённого города, бывшего участника бельгийской высшей лиги.
Домашние матчи команда проводит на арене «Регенбогстадион» общей вместимостью свыше 12 000 зрителей. Действующий участник Лиги Жюпиле, высшего дивизиона чемпионата Бельгии по футболу.
Двукратный обладатель Кубка Бельгии по футболу.

## История клуба
Первый клуб города Зюлте — «Зюлте Спортиф» — был основан в 1950 году и сразу стал членом бельгийского чемпионата. В 1976 году в городе появилась новая команда, образованная в результате объединения клубов «Зюлте Спортиф» и «СК Зюлте» — «Зюлтсе ВВ». Об уровне футбола в городке Зюлте (население около 13 000 жителей) говорит хотя бы то, что до объединения в 2001 году с «Варегемом» ни одна команда города не играла даже во Втором дивизионе чемпионата Бельгии. Лучший результат «Зюлце ВВ» в бельгийском первенстве — четвёртое место в 1999 году в Третьем дивизионе.
После объединения клуба с некогда именитым «Варегемом» из соседнего города Варегем (3 километра к югу от Зюлте), бывшим участником высшей лиги и еврокубков, в сезоне 2001 года объединённая команда стала участником Третьего дивизиона. В своём первом же сезоне команда стала победителем турнира и впервые в истории продвинулась во Второй дивизион бельгийского чемпионата.
Выиграв сезон 2004/2005 во втором дивизионе, «Зюлте-Варегем» впервые в своей истории стал участником Лиги Жюпиле, высшего дивизиона чемпионата Бельгии по футболу. В своём первом же сезоне в элите клубом впервые был завоёван Кубок Бельгии в сезоне 2006 года.
В сезоне 2006/07 в Кубке УЕФА команда сенсационно выбила из розыгрыша турнира российский клуб «Локомотив» из Москвы, явного фаворита противостояния. «Зюлте-Варегем» продолжил успешное выступление в турнире, в своём дебютном сезоне в еврокубках сенсационно выйдя в плей-офф Кубка УЕФА, где сверхудачный поход клуба в турнире был остановлен английским «Ньюкаслом».
В сезоне 2012/13 команда впервые в своей истории стала обладателем серебряных медалей Лиги Жюпиле.
В 2017 году «Зюлте-Варегем» второй раз в истории стал победителем Кубка Бельгии по футболу.

## Стадион клуба
Команда «Зюлте-Варегем» зарегистрирована в городе Зюлте, там же расположен и офис клуба. Домашние матчи команда проводит на бывшей арене клуба «КСВ Варегем» в городе Варегем «Регенбогстадион» (нидерл. Regenboogstadion), что в дословном переводе с голландского означает «Радужный стадион». Стадион вмещает более 12 000 зрителей.

## Достижения клуба
- Лига Жюпиле
  - Вице-чемпион (1): 2012/13
- Второй дивизион
  - Чемпион (1): 2004/05
- Третий дивизион
  - Чемпион (1): 2001/02
- Кубок Бельгии
  - Победитель (2): 2005/06, 2016/17
  - Финалист (1): 2013/14
- Суперкубок Бельгии
  - Финалист (2): 2006, 2017

## Выступления в еврокубках
| Сезон   | Турнир              | Раунд                   | Соперник         | Дома | В гостях | Общий счёт |  |
| ------- | ------------------- | ----------------------- | ---------------- | ---- | -------- | ---------- |  |
| 2006/07 | Кубок УЕФА          | Первый раунд            | Локомотив Москва | 2:0  | 1:2      | 3:2        |  |
| 2006/07 | Кубок УЕФА          | Группа F                | Эспаньол         | -    | 2:6      | 3-е        |  |
| 2006/07 | Кубок УЕФА          | Группа F                | Аякс Амстердам   | 0:3  | -        | 3-е        |  |
| 2006/07 | Кубок УЕФА          | Группа F                | Аустрия Вена     | -    | 4:1      | 3-е        |  |
| 2006/07 | Кубок УЕФА          | Группа F                | Спарта Прага     | 3:1  | -        | 3-е        |  |
| 2006/07 | Кубок УЕФА          | 1/16 финала             | Ньюкасл Юнайтед  | 1:3  | 0:1      | 1:4        |  |
| 2013/14 | Лига чемпионов УЕФА | Третий отборочный раунд | ПСВ Эйндховен    | 0:3  | 0:2      | 0:5        |  |
| 2013/14 | Лига Европы УЕФА    | Плей-офф раунд          | АПОЭЛ            | 1:1  | 2:1      | 3:2        |  |
| 2013/14 | Лига Европы УЕФА    | Группа D                | Рубин            | 0:2  | 0:4      | 3-е        |  |
| 2013/14 | Лига Европы УЕФА    | Группа D                | Марибор          | 1:3  | 1:0      | 3-е        |  |
| 2013/14 | Лига Европы УЕФА    | Группа D                | Уиган Атлетик    | 0:0  | 2:1      | 3-е        |  |
| 2014/15 | Лига Европы УЕФА    | Второй отборочный раунд | Завиша Быдгощ    | 2:1  | 3:1      | 5:2        |  |
| 2014/15 | Лига Европы УЕФА    | Третий отборочный раунд | Шахтёр Солигорск | 2:5  | 2:2      | 4:7        |  |
| 2017/18 | Лига Европы УЕФА    | Группа К                | Лацио            | 3:2  | 0:2      | 3-е        |  |
| 2017/18 | Лига Европы УЕФА    | Группа К                | Ницца            | 1:5  | 1:3      | 3-е        |  |
| 2017/18 | Лига Европы УЕФА    | Группа К                | Витесс           | 1:1  | 2:0      | 3-е        |  |

## Основной состав
По состоянию на 20 ноября 2022 года. Источник:Список игроков на transfermarkt.com
| №              | Игрок               | Страна           | Дата рождения             | Бывший клуб                |
| Вратари        |                     |                  |                           |                            |
| 1              | Сэмми Боссут        | Бельгия          | 11 августа 1985 (39 лет)  | Харельбеке                 |
| 25             | Луи Бостин          | Бельгия          | 4 октября 1993 (31 год)   | Розелар                    |
| Защитники      |                     |                  |                           |                            |
| 2              | Рави Тсука          | Республика Конго | 23 декабря 1994 (30 лет)  | Хельсингборг               |
| 3              | Борха Лопес         | Испания          | 2 февраля 1994 (31 год)   | Спортинг (Хихон)           |
| 4              | Тимоти Дерейк       | Бельгия          | 25 мая 1987 (38 лет)      | Кортрейк                   |
| 5              | Александр Драмбаев  | Украина          | 21 апреля 2001 (24 года)  | → Шахтёр (Донецк)          |
| 14             | Алессандро Сиранни  | Бельгия          | 28 июня 1996 (29 лет)     | Мускрон                    |
| 15             | Ваут Де Буйсер      | Бельгия          | 29 июня 2001 (24 года)    | Воспитанник клуба          |
| 18             | Моду Тамбеду        | Сенегал          | 4 апреля 2003 (22 года)   | Воспитанник клуба          |
| 22             | Бент Сормо          | Норвегия         | 22 сентября 1996 (28 лет) | Кристиансунн               |
| 26             | Новатус Мироши      | Танзания         | 2 сентября 2002 (22 года) | Маккаби (Тель-Авив)        |
| 31             | Лукас Уиллен        | Бельгия          | 25 апреля 2003 (22 года)  | Воспитанник клуба          |
| Полузащитники  |                     |                  |                           |                            |
| 6              | Абдулайе Сиссако    | Франция          | 26 мая 1998 (27 лет)      | Шатору                     |
| 7              | Алю Фадера          | Гамбия           | 3 ноября 2001 (23 года)   | Погронье                   |
| 8              | Лассе Виген         | Дания            | 15 августа 1994 (30 лет)  | Брондбю                    |
| 10             | Мамаду Сангаре      | Мали             | 26 февраля 2002 (23 года) | → Ред Булл Зальцбург       |
| 20             | Николас Ромменс     | Бельгия          | 17 декабря 1994 (30 лет)  | RWDM47                     |
| 23             | Дани Рамирес        | Испания          | 18 июня 1992 (33 года)    | Лех                        |
| —              | Бассем Срарфи       | Тунис            | 25 июля 1997 (27 лет)     | Ницца                      |
| Нападающие     |                     |                  |                           |                            |
| 9              | Йелле Воссен        | Бельгия          | 22 марта 1989 (36 лет)    | Брюгге                     |
| 11             | Альюн Ндур          | Сенегал          | 21 октября 1997 (27 лет)  | Хёугесунн                  |
| 27             | Чинонсо Оффор       | Нигерия          | 27 мая 2000 (25 лет)      | → Клёб де Фут Монреаль     |
| 34             | Стан Брем           | Бельгия          | 25 ноября 1998 (26 лет)   | Завевезле                  |
| 93             | Зиньо Гано          | Гвинея-Бисау     | 13 октября 1993 (31 год)  | Генк                       |
| Главный тренер |                     |                  |                           |                            |
|                | Фредерик Д’Олландер | Бельгия          | 20 мая 1976 (49 лет)      | Зюлте-Варегем (молодёжный) |